# Bandymagasinet
Bandymagasinet var Svenska Bandyförbundets officiella tidskrift. Tidningen utkom med sex nummer per år mellan åren 1999 och 2007. Det sista numret utkom i februari 2007.
Numera publiceras en del information från förbundet i stället i magasinet Bandyportföljen, som ges ut sedan 2013 och är fristående från förbundet.